# 池谷淳
池谷 淳（いけたに きよし、1932年〈昭和7年〉4月29日 - 2021年〈令和3年〉6月4日）は、日本の政治家。実業家。元静岡県下田市長。

## 経歴
下田市出身。1951年（昭和26年）静岡県立下田北高等学校（現・静岡県立下田高等学校）卒業。1955年（昭和30年）中央大学法学部卒業。
1958年（昭和33年）味の素に入社。1961年（昭和36年）スーパー下田専務、1962年（昭和37年）三和観光常務、1965年（昭和40年）カネヤス商事代表取締役を歴任。1971年（昭和46年）4月より1984年（昭和59年）6月まで下田市議会議員を延べ4期13年つとめたのち、下田市長選挙に立候補し当選。1984年（昭和59年）7月より2000年（平成12年）7月まで4期16年つとめた。
1995年（平成7年）11月に藍綬褒章を、2000年（平成12年）11月に下田市功労表彰を、2003年（平成15年）11月に旭日中綬章を、それぞれ受賞した。
2021年6月4日、急性心不全のため死去。89歳没。